# Scansoriopteryx heilmanni
Scansoriopteryx heilmanni — вид пернатих тероподних динозаврів родини Scansoriopterygidae. Цей маленький хижак жив на Землі наприкінці юрського періоду 154 млн років тому. Описаний вид тільки з одного зразка знайденого в провінції Ляонін, Китай.

## Опис

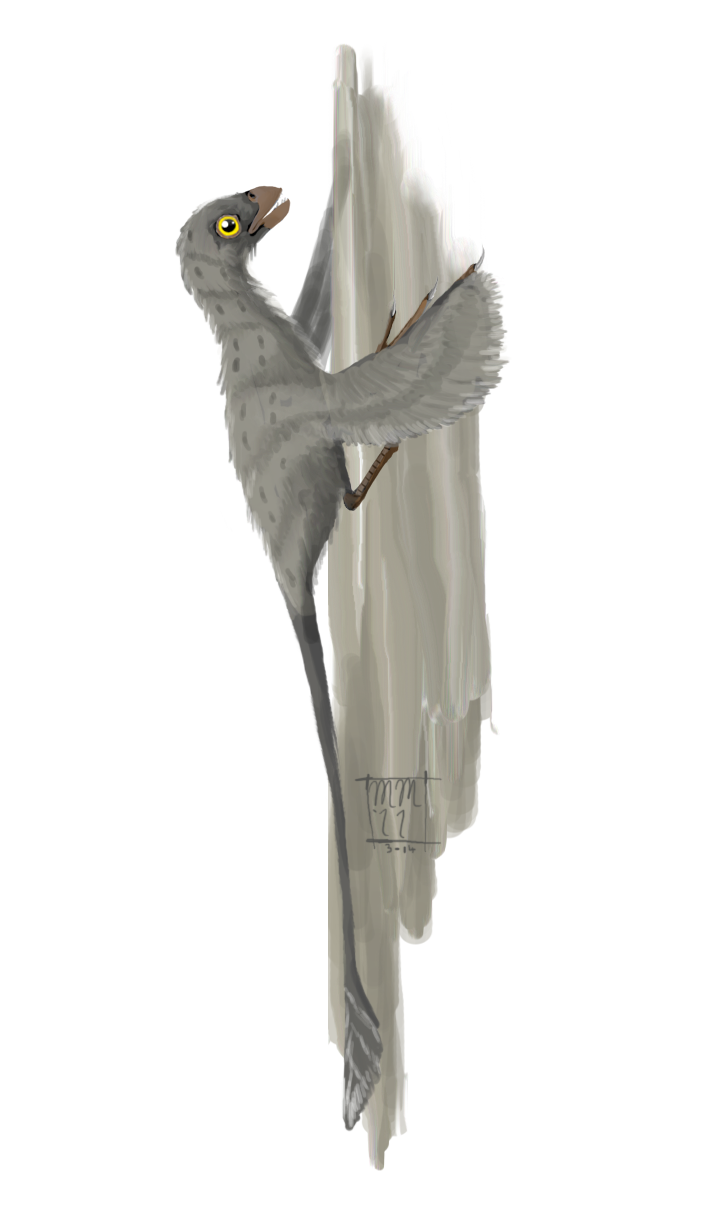
Художня реконструкція пташеняти-голотипу

Scansoriopteryx відомий тільки по рештках дитинчати, що було розміром з горобця. Завдовжки всього близько 12 см (вага, можливо, всього кілька грамів). Розмір дорослих особин невідомий. Він володів незвичайним, подовженим безіменним пальцем. Типовий зразок Scansoriopteryx також містить скам'янілі відбитки пір'їн. Птах вів деревний спосіб життя, відмінно лазив по гілках і стовбурах, при необхідності міг здійснювати стрибки-польоти на досить значні відстані. Живилася тварина дрібними ящірками і комахами.